# 罪ノ光ランデヴー
『罪ノ光ランデヴー』は、minoriより2016年2月26日に発売された18禁美少女アドベンチャーゲーム。
2024年12月29日にエンターグラムからPlayStation 4/Nintendo Switch版が発売された。

## あらすじ
家族を失い、絶望の淵にいる主人公は現実から逃避するかのように空想世界の絵を描くことに没頭する。そこへ彼が描いた少女に似た現実の少女が現れる。
舞台のモデルは、東京都の檜原村と聖蹟桜ヶ丘である。

## 登場人物
野々村優人 (ののむら ゆうと)
本作の主人公。父を火災で亡くし、母と姉は行方不明で空想の絵を描いて現実逃避している。
真澄 あい （ますみ あい）
声：入江望愛
身長：151cm 体重：44kg B87（G）/ W54/ H86
1年生の女の子で主人公が住む村へ引っ越してくる。極度の恥ずかしがり屋。親に捨てられ、孤独を味わいながら、自分の生きる意味を探している。
椿 風香 （つばき ふうか）
声：くすはらゆい
身長：155cm 体重：46kg B83（D）/ W56/ H85
主人公の2つ上の先輩で学業も運動も優秀。
水園 円来 （みその つぶら）
声：鹿野まなか
身長：146cm 体重：41kg B84（F）/ W53/ H86
村長の娘で、神社の巫女であり主人公の幼馴染。

## スタッフ
- キャラクターデザイン・原画 - 柚子奈ひよ、sataりすく、水野早桜
- シナリオ - 花見田ひかる、御厨みくり、伝野てつ、鋏鷺
- 音楽 - 天門

## Webラジオ
【罪ノ光ランデヴー・Webラジオ】『デヴらじ』
2016年1月29日から3月25日までニコニコ動画にて配信されていた。パーソナリティはキャラクターボイスを担当した声優陣による交代制。

### 文献
- 「罪ノ光ランデヴー」『TECH GIAN』、KADOKAWA、2016年1月号。
- 「罪ノ光ランデヴー」『TECH GIAN』、KADOKAWA、2016年3月号。
- 「罪ノ光ランデヴー」『TECH GIAN』、KADOKAWA、2016年4月号。